# Port d'Ehoala
Port d'Ehoala is een haven van Madagaskar gelegen op 10 kilometer van de stad Tôlanaro in de regio Anosy. De haven ligt aan de Indische Oceaan en wordt beheerd door Rio Tinto Group en QIT Madagascar Minerals (QMM).
Een belangrijk exportproduct voor de haven is ilmeniet, dat wordt gewonnen bij de nabijgelegen mijn van de QMM. De haven werd geopend op 7 juli 2009.